# سین‌شکل‌ها
سین‌شکل‌ها (نام علمی: Sigmops) نام یک سرده از تیره گوشه‌دهانان است.